# -インディーズラスト- ViViD ONEMAN LIVE「光彩GENESIS」2010.12.27 Shibuya C.C.Lemon Hall
『-インディーズラスト- ViViD ONEMAN LIVE「光彩GENESIS」2010.12.27 Shibuya C.C.Lemon Hall』（インディーズラスト・ヴィヴィッド・ワンマン・ライブ・こうさいジェネシス・ツーサウザンドテン・トゥエルブ・トゥエンティセブン・シブヤ・シー・シー・レモン・ホール）は、日本のロックバンド・ViViDの1作目の映像作品。

## 内容
初のライブ・ビデオ。
初回仕様限定盤はスペシャルスリーブケース仕様で、特典として5組10名を対象に『ViViD ONEMAN LIVE TOUR 2011「Dear…ViViD COLORS」』の初日にあたる日比谷野外大音楽堂公演のバックステージ抽選券が同梱された。

## 収録映像曲
1. Opening
2. 69-Ⅱ
3. butterfly
4. Chroni狂
5. Across The Border
6. Distance of mind
7. W.B.A
8. feast of the moon
9. Bright red garden
10. Trail of Tears
11. 睡蓮人
12. 波紋
13. 星ノ雨
14. PRECIOUS
15. トワイライト
16. 夢ノミチシルベ
17. Take-off
18. 悪女♂トリッキー
19. J-guild
20. survive
21. キミコイ
22. Dear
23. ライブメイキングオフショット